# Синьоглава тангара
Синьоглавата тангара (Tangara cyanicollis) е вид птица от семейство Тангарови (Thraupidae).

## Разпространение
Видът е разпространен в Боливия, Бразилия, Венецуела, Еквадор, Колумбия и Перу.